# Críticas a La Iglesia de Jesucristo de los Santos de los Últimos Días

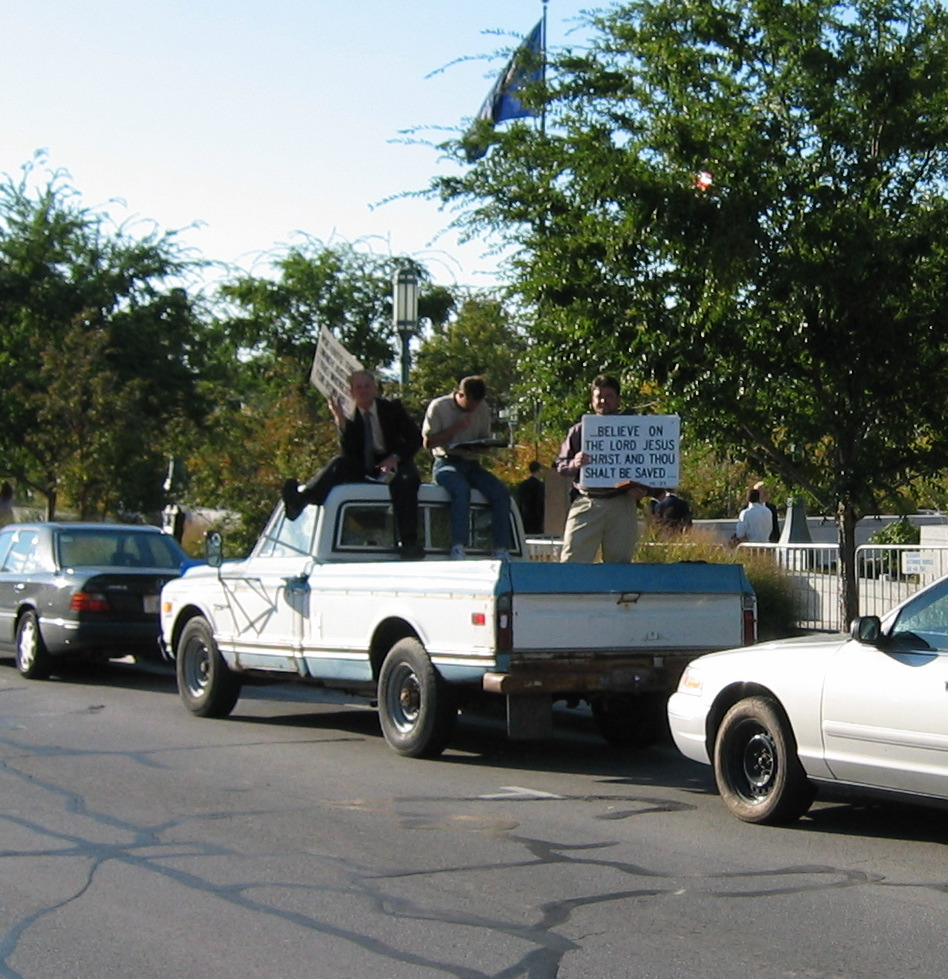
Críticos en las afueras de la Manzana del Templo en Salt Lake City durante una sesión de la Conferencia General de la iglesia.

La Iglesia de Jesucristo de los Santos de los Últimos Días, también conocida informalmente como iglesia SUD o iglesia mormona, es la principal denominación del Movimiento de los Santos de los Últimos Días y ha sido objeto de críticas desde que fue fundada por el líder religioso estadounidense Joseph Smith en 1830.
La razón más controvertida, y de hecho la razón clave para el asesinato de Joseph Smith, es la afirmación de que el matrimonio plural (como lo llaman sus defensores) o la poligamia (como lo llaman los críticos) está bíblicamente autorizado. Bajo una fuerte presión, debido a que Utah no sería aceptado como estado si se practicaba la poligamia, la iglesia renunció formal y públicamente a la práctica en 1890.
Este artículo revisará a continuación las principales críticas que recibe la Iglesia de Jesucristo de los Santos de los Últimos Días sin considerar a las demás denominaciones existentes dentro del mormonismo. Las críticas se centran en el cuestionamiento de la veracidad del Libro de Mormón y los demás textos sagrados, el revisionismo histórico, la homofobia, el racismo, las políticas sexistas y la engañosa divulgación de información financiera.

## Crítica de doctrinas relacionadas con los templos

### Requisitos de entrada a los Templos SUD
Richard y Joan Ostling , y Hugh F. Pyle afirman que la política de los SUD sobre la admisión al templo no es razonable, y señalan que incluso los familiares no pueden asistir a un matrimonio en el templo a menos que sean miembros de la iglesia con buena reputación. Los Ostlings, el Instituto de Investigación Religiosa, y Jerald y Sandra Tanner dicen que las reglas de admisión no son razonables porque la admisión al templo requiere que un miembro de la iglesia primero declare que debe pagar el diezmo completo antes de poder ingresar a un templo. El Mormonism Research Ministry (Ministerio de Investigación del Mormonismo) llama a esto «diezmo coercitivo» porque los miembros de la iglesia que no pagan el diezmo completo no pueden entrar al templo y, por lo tanto, no pueden recibir las ordenanzas requeridas para recibir el más alto orden de exaltación en la próxima vida.

### Ceremonia de investidura
Jerald y Sandra Tanner afirman que Joseph Smith copió partes de la ceremonia de investidura del templo mormón de rituales masónicos (como apretones de manos, ropa y contraseñas secretas), y que esto socava la declaración de la iglesia de que los rituales fueron divinamente inspirados. Los Tanner también señalan que Joseph Smith era de hecho un masón antes de introducir los rituales de investidura en el mormonismo.
Los Tanner critican la revisión de la iglesia de la ceremonia de investidura del templo a lo largo de los años, diciendo que se hicieron revisiones para ocultar las prácticas provocativas de la iglesia primitiva.
FairMormon reconoce los cambios en la ceremonia de dotación y señala que (según Joseph Fielding Smith) Joseph Smith le dijo a Brigham Young que la ceremonia «no estaba perfectamente organizada», y lo instó a organizarla y sistematizarla, lo que Young continuó haciendo durante su presidencia.

## Opiniones sobre sexualidad
Deborah Laake y Colleen McDannell dicen que la iglesia adopta una postura represiva hacia la sexualidad y que esto puede ser psicológicamente insano.
Afirmattion, una organización LGBT mormona, y Ed Decker, crítico de la iglesia SUD, afirman que la actitud represiva de la iglesia puede, en casos extremos, conducir al suicidio, como en el caso de Kip Eliason de dieciséis años, quien se suicidó debido al estrés que resultó cuando el obispo de su iglesia le dijo que la masturbación era pecaminosa.
En enero de 1982, la Primera Presidencia de la iglesia emitió una carta a los líderes locales declarando que habían «interpretado el sexo oral como una práctica antinatural, impura o impía». La carta no fue distribuida a la membresía general. Esta carta también instruyó a los líderes locales a no investigar los detalles de la vida sexual de los miembros casados. Sin embargo, esta parte de la carta a menudo se ignoraba y, en respuesta a las cartas de protesta de los miembros, se emitió otra carta a los líderes locales en octubre reiterando la prohibición de investigar prácticas sexuales específicas.

### Homosexualidad
Scott Thumma y Affirmation sostienen que la Iglesia SUD es homofóbica. Affirmation.org cita a un Santo de los Últimos Días fiel, célibe y gay que poco antes de su suicidio escribió: «Los miembros heterosexuales no tienen idea de lo que es crecer gay en esta iglesia. Es una vida de tormento constante, odio a sí mismo y homofobia internalizada.»
«God Loveth His Children» («Dios ama a sus hijos»), un folleto producido por la Iglesia SUD, reconoce que muchos homosexuales «se han sentido rechazados porque los miembros de la Iglesia no siempre mostraron amor». Critica a esos miembros y desafía a los homosexuales a mostrar amor y bondad para que los miembros puedan «cambiar sus actitudes y seguir a Cristo más plenamente».
El historiador gay D. Michael Quinn ha planteado la hipótesis de que los líderes de la iglesia primitiva tenían una visión más tolerante de la homosexualidad. Él escribe que varios líderes de la iglesia primitiva y miembros prominentes, incluidos Louie B. Felt , May Anderson, Evan Stephens y el patriarca presidente Joseph Fielding Smith, pueden haber tenido tendencias homosexuales o haber estado involucrados en relaciones homosexuales. George Mitton y Rhett S. James no discuten que algunos de los primeros miembros pueden haber tenido tendencias homosexuales, pero llaman a la afirmación de tolerancia de Quinn una distorsión de la historia de la iglesia que tiene poco apoyo de otros historiadores. Afirman que el liderazgo actual de la iglesia «es completamente consistente con las enseñanzas de los líderes anteriores y con las Escrituras.»
A principios de la década de 1970, Ford McBride investigó en terapia de electrochoque mientras era estudiante en la Universidad Brigham Young (BYU); lo realizó en estudiantes homosexuales voluntarios para ayudar a curarlos de la orientación sexual ego-distónica. Este era un tipo estándar de terapia de aversión utilizada para tratar la homosexualidad, que se consideraba una enfermedad mental en ese momento.
Como presidente de la iglesia, Gordon B. Hinckley alentó a los miembros de la iglesia a acercarse a los homosexuales con amor y comprensión.
Affirmation.org ha criticado particularmente la represión sexual de los homosexuales, tanto dentro como fuera de la iglesia.
Una carta fechada el 20 de junio de 2008, enviada a los obispos mormones y firmada por la Primera Presidencia, instaba a los mormones a donar «medios y tiempo» a una medida de votación en California diseñada para derrotar el fallo estatal de mayo que permite el matrimonio entre personas del mismo sexo. Richard y Joan Ostling señalan que la Iglesia SUD hace una campaña activa contra los estatutos matrimoniales del mismo sexo, incluida la donación de quinientos mil dólares en 1998 para una campaña para derrotar dicho referéndum en Alaska. El apoyo de la iglesia (80 a 90 por ciento de los primeros voluntarios que caminaron de puerta en puerta en los distritos electorales y hasta la mitad de los casi cuarenta millones de dólares recaudados) de la Proposición 8 de California en 2008 provocó un acalorado debate yprotestando por organizaciones de derechos de los homosexuales. La participación y postura política de la iglesia sobre la homosexualidad es denunciada por el documental de 2010 8: The Mormon Proposition (8: La Propuesta Mormona).

## Finanzas
La Iglesia de Jesucristo de los Santos de los Últimos Días ha sido a menudo reservada sobre sus finanzas, especialmente en los Estados Unidos. La iglesia no ha revelado sus activos en los Estados Unidos desde 1959. Esto ha suscitado críticas de los Ostlings y los Tanner, quienes consideran que sus prácticas financieras son demasiado secretas.
La iglesia divulga información financiera en el Reino Unido y Canadá, donde así lo exige la ley. Además, la iglesia emplea un departamento de auditoría independiente que proporciona su certificación en cada conferencia general anual de que las contribuciones de la iglesia se recaudan y gastan de acuerdo con la política de la iglesia. Además, la iglesia contrata a una empresa de contabilidad pública (actualmente Deloitte & Touche en los Estados Unidos; PricewaterhouseCoopers en el Reino Unido) para realizar auditorías anuales de sus organizaciones sin fines de lucro, con fines de lucro, y entidades educacionales.
A los líderes laicos a nivel local no se les paga.
Los Tanner y los Ostlings acusan a la iglesia de ser demasiado codiciosa y materialista, citando la gran cantidad de riqueza acumulada por la iglesia y citando el fuerte énfasis en el diezmo, y sugieren que la iglesia es más como un negocio que un ejercicio espiritual.

## Represalias de la iglesia en contra de la disidencia interna
Los Ostlings dicen que la Iglesia SUD toma represalias contra los miembros que publican información que socava las políticas de la iglesia, citando las excomuniones del científico Simon Southerton y el biógrafo Fawn M. Brodie. Afirman además que la iglesia suprime la libertad intelectual, citando la excomunión de 1993 de los «Seis de septiembre», que incluyen al historiador homosexual SUD D. Michael Quinn y a la autora Lavina Fielding Anderson. Los Ostlings escriben que Anderson fue el primero en revelar que la iglesia SUD mantiene archivos de eruditos mormones documentando actividades cuestionables, y los Ostlings afirman que «ninguna otra religión importante en Estados Unidos monitorea a sus seguidores de esta manera».
La Asociación Americana de Profesores Universitarios, desde 1998, ha incluido a la Universidad Brigham Young, propiedad de la Iglesia SUD, en su lista de universidades que no permiten a los profesores titulares suficiente libertad en la enseñanza y la investigación.
Richard Abanes enumera la siguiente lista como miembros de la iglesia excomulgados o censurados por opiniones inaceptables para la jerarquía de la iglesia:
- Periodista Deborah Laake, por su libro Secret Ceremonies: A Mormon Woman's Intimate Diary of Marriage and Beyond (Ceremonias secretas: el diario íntimo del matrimonio y más allá de una mujer mormona)

- La profesora de inglés de BYU, Cecilia Konchar-Farr, por sus opiniones sobre las leyes de aborto

- Escritor Janice Merrill Allred

- Profesora de inglés Gail Houston

- Antropólogo David Knowlton